# Уборт
Уборт (на украински: Уборть; на беларуски: Убарць; на руски: Уборть) е река протичаща по територията на Житомирска област в Украйна и Гомелска област в Беларус, десен приток на Припят (десен приток на Днепър). Дължина 292 km, от които 126 km в Беларус. Площ на водосборния басейн 5820 km², от които 1910 km² в Беларус.
Река Уборт води началото си от крайните северни, ниски разклонения на Приднепровското възвишение, на 3 km южно от село Андреевичи, Житомирска област на Украйна, на 218 m н.в. Генералното направление на реката е северно, но по пътя си прави стотици завои, меандри и креволици във всички посоки. С изключение на най-горното си течение протича по широка и плитка, едва забележима долина през силно заблатената историко-географска област Полесие. На 3,5 km североизточно от украинското село Копище навлиза на беларуска територия и след 126 km се влива отдясно в река Припят (десен приток на Днепър) на 2 km югозападно от град Петриков (Гомелска област), на 116 m н.в. Река Уборт приема множество предимно малки притоци: леви – Бересток, Малая Глумча, Золня, Каменка, Струга; десни – Телина, Угля, Перга, Рудница. Има предимно снежно подхранване с ясно изразено пролетно пълноводие – през март, април и май. Среден годишен отток на 44 km от устието 22,5 m²/s. През различните години замръзва в периода от ноември до януари, а се размразява от края на февруари до началото на април. По течението ѝ са разположени множество предимно малки селища, в т.ч. град Олевск и сгт Емилчино в Житомирска област на Украйна и сгт Лелчици в Гомелска област на Беларус.